# Pleit
De pleit is een oud zeilschip. Het was een vrachtschip voor de binnenwateren en de kustvaart (baaievaarders) van Nederland en België.
Het schip wordt als type reeds vermeld in 1256 bij het Reglement voor de scheepvaart en de heffingen der tollen op het Zwin, en in het Hansische Urkundenbuch van 1485, en de tollen van 1513 te Chichester. De zeegaande pleiten voeren niet alleen naar Engeland met stukgoed, maar ook naar Noirmoutiers voor wijn en zout, en naar de Oostzee voor haring en graan.
De pleit was een 12 tot 24 meter lang en 4 tot 6 meter breed, platboomd schip met een kiel, en weinig zeeg, verder licht gebogen vallende stevens, en het was geheel met luiken gedekt. Daardoor maakte het een platte indruk. (De naam "pleit" is oud Nederlands voor "plat".)
De vroege zeegaande pleiten waren vierkant getuigd, maar met een zogenoemd spriet- of smakzeil aan de kleine bezaansmast. 
De latere binnenvaartschepen hadden vaak maar één mast, die was voorzien van een gaffeltuig, en geen kiel. Deze scheepjes die tot in de 19e eeuw werden gebruikt leken veel op de Otter, maar hadden een recht middenschip.